# کاتوروکا
کاتوروکا (به زبان سواحیلی انئو لاکاله لا کاتوروکا) یک محل باستان‌شناسی در تانزانیا است که قدمت آن به عصر آهن می‌رسد. به نظر می‌رسد سفال‌های پیدا شده در این سایت از نوع اورو باشد که در سایر منطقه‌های حوضه دریاچه ویکتوریا نیز پیدا می‌شود. علاوه بر این، مدارکی وجود دارد که فناوری پیشرفته ذوب آهن در چند هزاره گذشته پیش از میلاد وجود داشته‌است. این نخستین نمونه شناخته شده از کار آهن در مرکز و جنوب آفریقا می‌باشد. این سایت در ناحیه کاگرا تانزانیا قرار گرفته‌است.